# Chélan
Chélan település Franciaországban, Gers megyében. Lakosainak száma 173 fő (2022. január 1.). Chélan Castelnau-Magnoac, Peyret-Saint-André, Sariac-Magnoac, Arrouède, Aujan-Mournède, Monlaur-Bernet, Mont-d’Astarac, Panassac és Samaran községekkel határos.

## Népesség
A település népességének változása:
| Lakosok száma | 238  | 219  | 192  | 190  | 189  | 180  | 175  | 166  | 168  | 173  |
|               | 1968 | 1982 | 1990 | 2006 | 2013 | 2015 | 2017 | 2019 | 2020 | 2022 |